# Šadići Donji
Šadići Donji (cyr. Шадићи Доњи) – wieś w Bośni i Hercegowinie, w Republice Serbskiej, w gminie Vlasenica. W 2013 roku liczyła 123 mieszkańców.